# Ricardo Jaxa-Malachowski Benavides
Ricardo Malachowski Benavides (pronunciado /malajóvski/ en fonética española; Lima, 23 de enero de 1922-Lima, 22 de septiembre de 2011) fue un arquitecto e ingeniero peruano perteneciente a la segunda generación de una familia de arquitectos. Hijo del arquitecto polaco Ryszard Jaxa-Małachowski Kulisicz, desde muy temprano demostró interés por la arquitectura acompañando a su padre a supervisar sus obras. Su madre fue María Benavides y Diez-Canseco, hermana de Francisca Benavides, esposa del presidente Óscar R. Benavides.
Realizó sus estudios profesionales en la Escuela Nacional de Ingenieros, hoy Universidad Nacional de Ingeniería, donde se graduó y fue profesor durante 10 años. Años más tarde realizó estudios de especialidad en hospitales y laboratorios en la U.S. Public Health Service en Washington D. C. y una especialidad en Hotelería.
En 1947, aún de estudiante, fue miembro fundador de la agrupación Espacio, movimiento que surgió como reacción a la arquitectura ecléctica que se venía dando en el Perú a la época.
A fines de los años sesenta fue delegado para ser parte del jurado internacional del Proyecto Experimental de Vivienda (PREVI), organizado por las Naciones Unidas.
En los años setenta realizó varios proyectos de distinto índole en Perú y Panamá, en asociación con el arquitecto Enrique Seoane Ros.

## Obras
Es uno de los arquitectos más prolíficos del Perú, habiendo realizado hasta la actualidad gran cantidad y diversidad de proyectos, entre los que se encuentran 14 hospitales y clínicas, más de 50 edificios entre residenciales y comerciales, plantas industriales (incluyendo una planta hidroeléctrica y una planta de irradiación con Cobalto 60), bancos, hoteles, casinos, centros de esparcimiento, centros educativos, mercados y supermercados, centros comunales, urbanizaciones, estudios de planeamiento integral, agrupaciones de viviendas de interés social y gran cantidad de viviendas unifamiliares.
Entre sus principales obras se encuentran las siguientes:
- Hospital Edgardo Rebagliati, en asociación con Edward Durell Stone y Alfred Aydelott, Lima (1956).
- Hospital de la Fuerza Aérea del Perú (acreedor del premio Chavín).
- Hospital de San José, Costa Rica, ganador de un concurso internacional (1958).
- Hospital del Niño, Lima.
- Hospital de Cusco.
- Edificio Anglo Peruano, Lima (1966).
- Sheraton Lima Hotel & Casino, incluye diseño de refuerzos antisísmicos, en asociación con Edward Durell Stone & Associates (1973).
- Cesar's Hotel, actualmente Hotel Casa Andina, diseñado en equipo con Enrique Seoane Ros, Miraflores (1974).
- Banco de la Industria de la Construcción (hoy Ministerio de Economía).
- Torre Trecca - Instituto Peruano de Seguridad Social.
- Edificio de la Compañía Peruana de Vapores, diseñado en equipo con Enrique Seoane Ros, Callao (1973).
- Edificio Lafayette (segundo edificio más alto del Perú en su inauguración). San Isidro (1966).
- Planta de la Compañía Petróleos Shell de Perú, Callao.
- Planta para elaboración de cerveza “Garza Blanca”, Lambayeque.
- Planta Hidroeléctrica para Julcáni, Huancavelica.
- Planta de Irradiación de alimentos y productos médicos con cobalto 60 para IPEN (primera planta de irradiación en el Perú).
- Urbanización Las Lagunas de La Molina (incluye dos lagunas artificiales de 12 hectáreas).
- Residencial Limatambo (supervisión general de 6 edificios y todas las obras exteriores, en equipo con M. Martinelli).
- Plan Piloto para la Red Hospitalaria del Seguro Social del Perú.

Actualmente el estudio, fundado por su padre en 1911, sigue en actividad a cargo de su hijo Ricardo Malachowski Rebagliati. Cuenta hasta la fecha con casi un siglo de trabajo ininterrumpido, convirtiéndola en una de las firmas de arquitectura más antiguas en actividad.